# Joyce Cobb
Joyce Cobb (* 2. Juni 1945 in Okmulgee) ist eine amerikanische Sängerin des Rhythm & Blues und Jazz.
Cobb sang zunächst im Gospelchor ihrer Großmutter in Nashville und studierte Sozialarbeit an der Central State University in Dayton (Ohio), bevor sie nach Memphis (Tennessee) zog, um eine eigene Karriere als Sängerin zu verfolgen. 1976 war sie bei dem Soul-Label Stax Records unter Vertrag und hatte dann mit „Dig the Gold“ einen Top-40-Hit. Für RCA nahm sie das Album Good To Me auf, das Platz 7 der Charts erreichte. Sie tourte international mit Muddy Waters, Al Jarreau, The Temptations, Otis Clay und dem Memphis Symphony Orchestra. In Memphis trat sie ab 1992 in ihrem eigenen Nachtclub auf, aber auch in Theaterproduktionen wie Ain't Misbehavin’. Auch hat sie dort eine eigene Radioshow. Weiterhin schrieb sie Shows wie Beale Street Saturday Night, mit denen sie erfolgreich unterwegs war. 2010 war sie mit dem Michael Jefry Stevens Trio auf Europa-Tournee.
Cobb wurde als Best Female Singer ausgezeichnet (The Recording Academy/NARAS) und erhielt den
W. C. Handy Heritage Award (2007) und den United Music Heritage Music Pioneer Award (2000). Die Grand Valley State University verlieh ihr einen Ehrendoktor.

## Diskographische Hinweise
- Beale Street Saturday Night (1996)
- Joyce Cobb with the Michael Jefry Stevens Trio